# Winterdieb
Winterdieb (Originaltitel: L’enfant d’en haut, dt.: „Das Kind von oben“, englischsprachiger Festivaltitel: Sister) ist ein schweizerisch-französischer Film aus dem Jahr 2012. Regie führte Ursula Meier, die auch am Drehbuch beteiligt war. Der Film erzählt die Geschichte des Jungen Simon, der in einem Skigebiet Touristen bestiehlt, um den Lebensunterhalt für sich und seine ältere Schwester zu verdienen. Winterdieb lief im Wettbewerb der 62. Berlinale und hatte in diesem Rahmen am 13. Februar 2012 Weltpremiere. Er wurde mit dem Sonderpreis Silberner Bär ausgezeichnet. Am 8. November 2012 kam er in die deutschen Kinos.

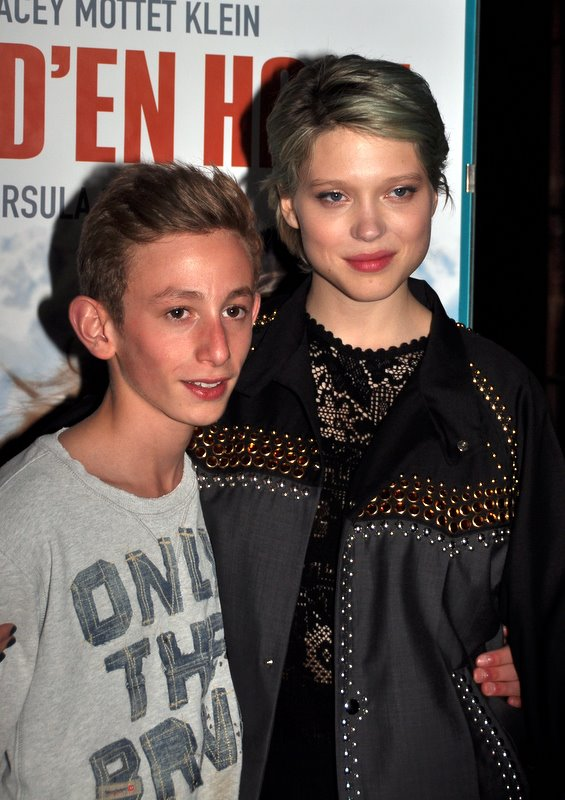
Kacey Mottet Klein und Léa Seydoux bei der Vorpremiere von «L'Enfant d'en haut» im April 2012 in Paris

## Handlung
Der zwölfjährige Simon lebt mit Louise, Mitte Zwanzig und zunächst als seine Schwester bezeichnet, unter prekären Verhältnissen in einem heruntergekommenen, allein stehenden Hochhaus am Fuße eines Schweizer Skigebiets. Louise hat vor kurzem ihre Arbeit verloren und prostituiert sich nun ohne finanziellen Erfolg. Sie ist oft nächtelang mit unterschiedlichsten Männern unterwegs, die sie persönlich verabscheut, während Simon für sie beide den Lebensunterhalt verdient und den Haushalt führt.
Simon verdient das Geld mit geschäftsmäßigen Diebstählen: Als Skitourist gekleidet, stiehlt er an der Bergstation mit großem Markenbewusstsein hochwertige Ausrüstung, Kleidung und Ski, aber auch Bargeld und Proviant. Sein Gewissen beruhigt er mit der Überzeugung, dass sich die reichen Leute ja jederzeit etwas Neues kaufen können. Die Beute verkauft er zunächst an seine Altersgenossen in seinem Wohnblock, später kann der selbstsichere und beredte Simon einen Angestellten des Bergrestaurants, der ihn beim Verstecken von Beute überrascht hat, als Hehler gewinnen. Dass er sich allein im Skigebiet aufhält, erklärt Simon mal mit Reisen oder geschäftlichen Verpflichtungen seiner Eltern, dann wieder mit einem tödlichen Unfall.
Bei einer gemeinsamen Spritztour mit einem Mann, mit dem Luise sich eine Zukunft vorstellen kann, platzt Simon mit der Wahrheit heraus, dass Louise tatsächlich nicht seine Schwester, sondern seine Mutter ist. Damit schlägt er nicht nur den Liebhaber in die Flucht, sondern bringt Louise, die ihn nie wirklich haben wollte und ihn nur aus Trotz ausgetragen und behalten hat, so gegen sich auf, dass er ihr anschließend sein gesamtes Bargeld – eine dreistellige Summe – dafür zahlen muss, mit ihr kuscheln zu dürfen. Das Geld verjubelt sie anschließend. Simons große unerfüllte Sehnsucht nach Zuwendung und Geborgenheit wird im Film immer wieder deutlich.
Schließlich wird Simons kriminelles Geschäft vom Inhaber des Bergrestaurants entdeckt, worauf er seinen Skipass verliert und lebenslanges Hausverbot bekommt. Louise nimmt eine Putzstelle in einem Chalet an, die sie jedoch bald wieder verliert, weil Simon, den sie als Helfer mitgenommen hat, es trotz ihrer Ermahnung nicht lassen kann, auch dort privates Eigentum der Bewohner zu stehlen, was sofort entdeckt wird. Da Simon nicht versteht, wieso Louise sich in diesem Konflikt gegen ihn stellt, prügeln sich die beiden, am Ende wird Simon von Louise derb abgewiesen.
Überzeugt davon, endgültig verstoßen zu sein, fährt Simon wieder auf die Bergstation, wo die Saison gerade ausgeläutet wird, und fragt die abreisenden Saisonarbeiter, ob er mit ihnen weiterziehen kann. Er wird nur ausgelacht und schließlich vom Inhaber erneut davongejagt. Verzweifelt muss er die Nacht auf dem Berg verbringen. Der Film endet damit, dass er am folgenden Tag mit der Seilbahn ins Tal fährt, während ihm aus einer entgegenkommenden Kabine Louise zuwinkt. Trotz ihrer spannungsgeladenen Beziehung wissen sie, dass sie aufeinander angewiesen sind.

## Hintergrund
Bei Winterdieb handelt es sich um den zweiten Spielfilm der Schweizer Regisseurin Ursula Meier. Im Unterschied zu ihrem Debüt verpflichtet sie sich diesmal stärker dem Realismus und drehte einen sozialkritischen Film. Agnès Godard, die bei diesem Film zum ersten Mal digital drehte, nutzte oftmals eine Handkamera, um dicht bei Kacey Mottet Klein zu bleiben. Der Film wurde von Vega Film, Archipel 35 und Radio Télévision Suisse produziert. Der Verleiher für den französischen Markt ist Diaphana Distribution, für die Schweiz ist es Filmcoopi Zürich. Winterdieb lief im Wettbewerb der 62. Berlinale und hatte in diesem Rahmen am 13. Februar 2012 Weltpremiere. Meier war damit die einzige Regisseurin, die im Wettbewerb vertreten war.

## Kritiken
Winterdieb erhielt überwiegend positive Kritiken. Daniel Kothenschulte schrieb für die Berliner Zeitung: „Ursula Meier geht es um die emotionalen Fehlstellen, die sie wie eine bildende Künstlerin visuell erfahrbar macht. Indem sie eine nicht mehr hinterfragte ästhetische Ordnung umkehrt – hier ist es die wohlorganisierte Welt des alpinen Freizeitsports – macht sie etwas Unsichtbares sichtbar: die menschliche Mitte, den emotionalen Kern jeder Zivilisation.“ Andreas Kilb von der FAZ empfand den Film als erschütternd und die Geschichte als überzeugend. Er kam zu dem Schluss, Winterdieb sei „auf der Berlinale am richtigen Ort, auch wenn man ihn nicht unbedingt gleich als Favoriten für den Goldenen Bären betrachten muss.“ Für Christiane Peitz vom Tagesspiegel gehörte Winterdieb bis dahin zu den stärksten Wettbewerbsbeiträgen. Sie lobte vor allem die Kameraführung. Für die Neue Osnabrücker Zeitung erhob Daniel Benedict den Film sogar in den Favoritenkreis für den Goldenen Bären. Im Film-Dienst hieß es lobend, dass das „karge, vorzüglich gespielte Drama dank der durchdachten Bildsprache und Musikgestaltung eine bewegende Mutter-Sohn-Geschichte“ entfalte, auch wenn die „soziale Symbolik etwas plakativ“ bleibe. Jordan Mintzer lobte den Film im US-Magazin The Hollywood Reporter als eine „solide Coming-of-Age-Dramedy mit starken sozialen Untertönen“. Vor allem die Leistung des jungen Kacey Mottet Klein wurde von vielen Rezensenten positiv herausgehoben; so schrieb z. B. Andreas Borcholte auf Spiegel Online: „Simon ist […] ein großartiger Filmcharakter, der von dem dürren, segelohrigen Talent Kacey Mottet Klein, […], herzergreifend verkörpert wird.“

## Auszeichnungen
- 2012: Lobende Erwähnung (Silberner Bär) bei den Internationalen Filmfestspielen Berlin
- 2012: Goldene Athene des Athens International Film Festival (Bester Film)
- 2012: Darstellerpreis des Cabourg Romantic Film Festival (Léa Seydoux)
- 2012: Fünf Seen Filmpreis des Fünf Seen Filmfestivals
- 2012: Zürcher Filmpreis
- 2013: drei Schweizer Filmpreise (Film, Drehbuch, Hauptdarsteller – Kacey Mottet Klein)

Im September 2012 wurde Winterdieb auf dem Festival Delémont-Hollywood in Delsberg von einer Jury als offizieller Kandidat der Schweiz auf eine Oscar-Nominierung in der Kategorie Bester fremdsprachiger Film ausgewählt.